# Opactwo Cystersów w Sulejowie
Zespół klasztorny opactwa cysterskiego w Sulejowie – położony w Podklasztorzu (obecnie dzielnica Sulejowa) jeden z najlepiej zachowanych zespołów cysterskich w Polsce, będący zabytkiem architektury romańskiej. 22 października 2012 roku obiekt został wpisany na listę Pomników historii.
Najistotniejszymi zachowanymi jego elementami są:
- Kościół św. Tomasza Kantuaryjskiego – trójnawowa bazylika z transeptem. Jako zakończenie budowy przyjmowana jest data konsekracji kościoła, rok 1232. Bryła kościoła zachowała się w nienaruszonym układzie. Front kościoła zdobią romański portal i rozeta. Wyposażenie świątyni pochodzi z okresów baroku i rokoka.
- Skrzydło wschodnie klasztoru, jego jedyna zachowana część, w której obecnie znajduje się muzeum. W skrzydle tym zachowały się także późnoromański kapitularz i gotyckie krużganki. Sklepienie kapitularza opiera się na jednej kolumnie, umieszczonej w środku pomieszczenia. Skrzydło południowe, pochodzące z XVI wieku, jest w ruinie. Dawniej trzy skrzydła klasztoru i kościół otaczały wirydarz.

Opactwo jest siedzibą rzymskokatolickiej parafii św. Tomasza Kantuaryjskiego.

## Historia
Fundacja klasztoru miała miejsce rzekomo w roku 1176, najprawdopodobniej jednak dopiero kilkanaście lat później. Dokonał jej książę Kazimierz II Sprawiedliwy, sprowadzając zakonników z opactwa Morimond w Burgundii (obecnie w Szampanii) i przeznaczając im ziemie położone nieopodal przeprawy przez Pilicę w Sulejowie. Inicjatywę księcia wsparli, także finansowo, biskup krakowski Pełka oraz arcybiskup gnieźnieński Piotr Łabędź, szczególnie zasłużony opiekun konwentów cysterskich.

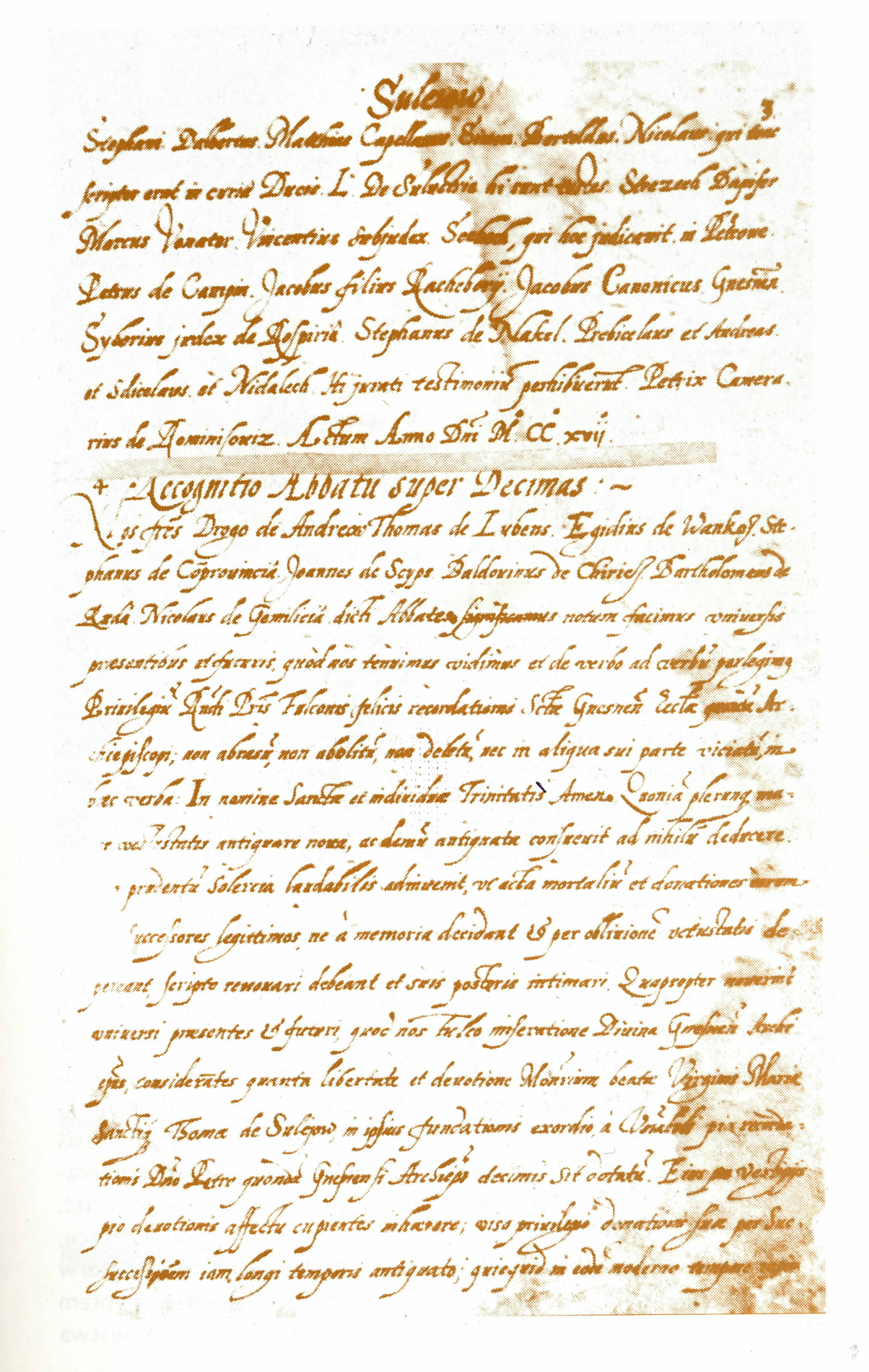
Kopiarz sulejowski – zbiór XVII-wiecznych odpisów dokumentów nadań i przywilejów otrzymanych przez opactwo w Sulejowie. Odpis dokumentu z 1217 roku

Legenda o powstaniu klasztoru mówi o polowaniu księcia Kazimierza w porastającej tę okolicę puszczy. Książę miał się podczas pogoni za jeleniem odłączyć od drużyny. Tymczasem nadeszła silna burza. Szukającego – wśród wichury, błyskawic i zacinającego ulewnego deszczu – otuchy w modlitwie księcia dobiegł z nieba głos: Zbuduj w tym miejscu kościół, a doprowadzę cię do sług twoich. Słysząc to, książę padł na ziemię i przyrzekł spełnić wolę Bożą. Gdy wstał, ujrzał wokół siebie dwanaście lwów, które doprowadziły go do dworzan. Na pamiątkę tego zdarzenia miano umieścić w kościele dwanaście rzeźb lwów. Klasztor zachował obowiązek udzielania stacji.

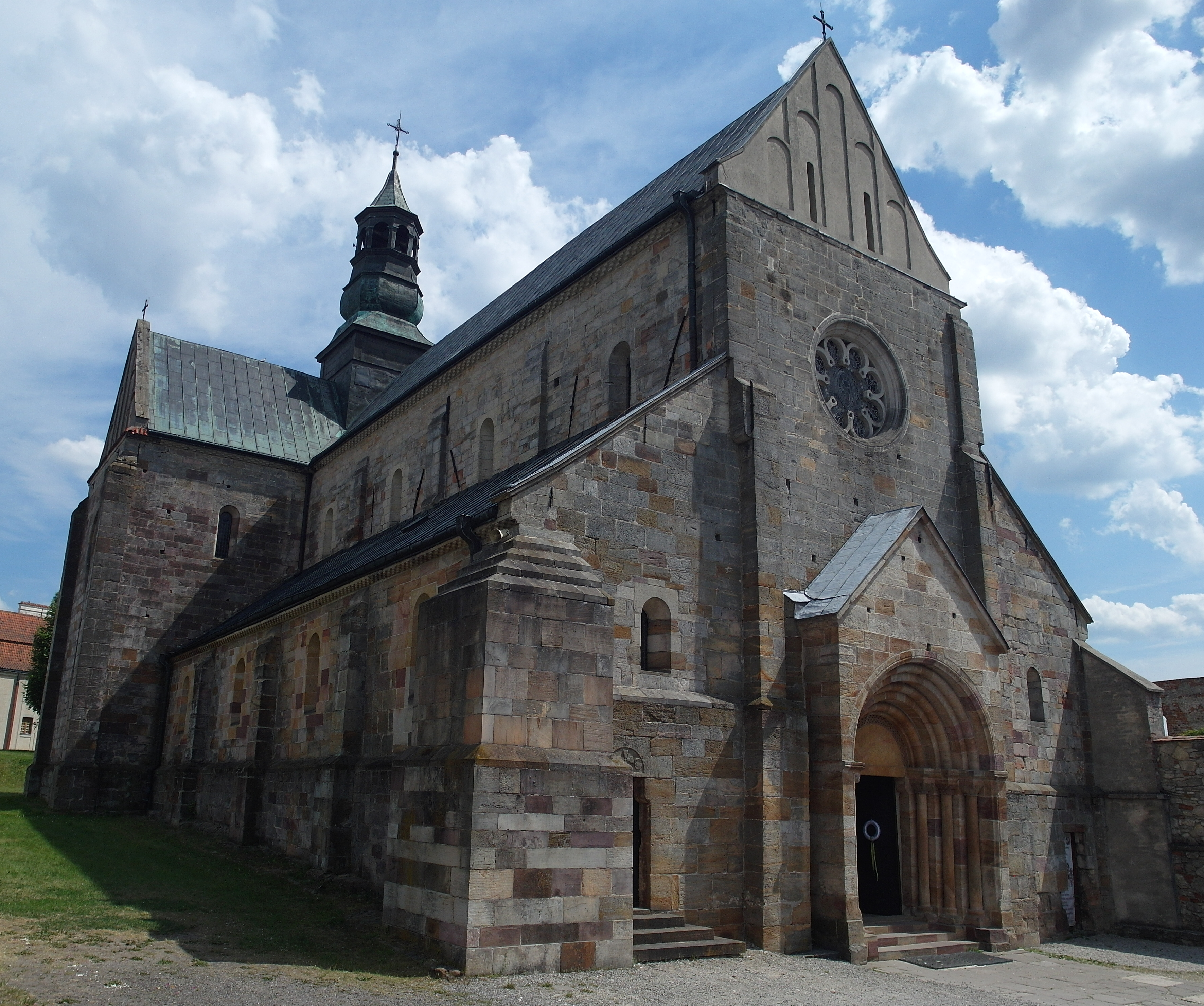
Romański kościół

Kazimierz Sprawiedliwy przekazał cystersom wieś Sulejów, leżącą na szlaku handlowym łączącym północ i zachód Europy z Rusią. We wsi była komora celna, przy której funkcjonował spory targ, zatem posiadłość ta przynosiła niemały dochód. Cystersi dostali od księcia także kilka innych wsi, a leżące nad Nerem wsie Kępa, Mianów, Puczniew, Piotrów i Stefanów przekazał niezidentyfikowany komes, którego imię jest zapisane jako „Raslaus”. Do fundacji klasztoru przyczynił się też rycerz Bałdrzych, nadając swą wieś Bałdrzychów wraz z istniejącym kościołem. W sumie klasztor otrzymał jedenaście wsi, dochody z trzynastu (przekazane przez biskupa krakowskiego i arcybiskupa gnieźnieńskiego), regalia z komory celnej w Sandomierzu (skóry bobrowe oraz sól), targ w Sulejowie oraz kilkudziesięciu niewolnych, których status klasztor zmienił na przypisańców. Kilka lat później zakonnicy dokonali komasacji gruntów, wymieniając z księciem wsie, co doprowadziło do uzyskania dwóch zwartych kompleksów dóbr, wokół Sulejowa i Bałdrzychowa.
Konsekracja pierwszego kościoła klasztornego według miejscowej tradycji odbyła się 8 sierpnia 1178 roku.
Następne lata XII wieku przyniosły dalszy rozwój klasztoru. Nowe nadania poczynił syn fundatora Leszek Biały, opiekę nad opactwem roztoczyli także Konrad mazowiecki i Bolesław Wstydliwy. Mnisi potwierdzenia praw do majątku szukali też w Rzymie – bulle protekcyjne wystawili Honoriusz III oraz Grzegorz IX.

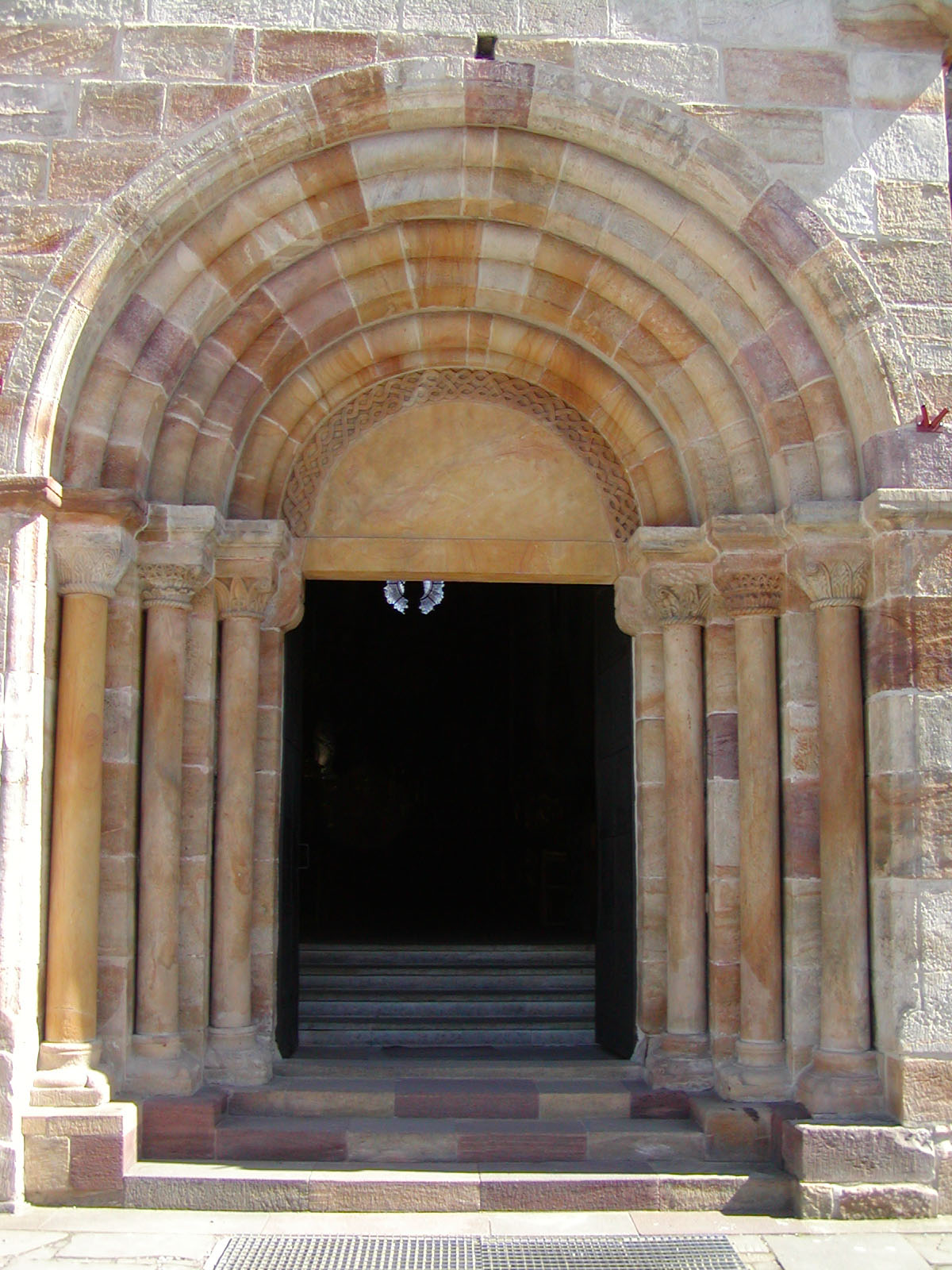
Portal kościoła romańskiego w Przyklasztorzu

W początku XIII wieku przystąpiono do budowy nowego kościoła, pod wezwaniem NMP i św. Tomasza Kantuaryjskiego. Jego konsekracji dokonał w 1232 roku arcybiskup gnieźnieński Pełka. Następnym krokiem była budowa kapitularza, którą zakończono około połowy XIII wieku.
W roku 1232 z nadania księcia wielkopolskiego Władysława Odonica cystersi sulejowscy przejęli tzw. fundację dobrowską, czyli sześć wsi i dziesięciny, mające zgodnie z wolą błogosławionego Bogumiła służyć działalności misyjnej w Prusach. W roku 1252 majątek klasztoru powiększył się o uposażenie opactwa szpetalskiego.
Połowa XIII wieku była szczytowym okresem rozwoju opactwa sulejowskiego. Mnisi byli w posiadaniu około pięćdziesięciu wsi i czterdziestu pięciu dziesięcin, mieli także inne dobra i liczne przywileje. Pod koniec XIII wieku nastąpiła też lokacja Sulejowa, który tym samym stał się miastem, co także wpłynęło na dochody klasztoru.
Rozwój klasztoru został jednak zahamowany. Wpłynęło na to kilka czynników. Pierwszym z nich była rywalizacja z osadzonymi w pobliskim Witowie norbertanami. Przyczynami sporu, rozpoczętego już w pierwszej połowie XIII wieku i ciągnącego się przez kilka następnych, były: prawo do dziesięcin oraz przywileje budowy młynów na Luciąży i połowu bobrów. Skutki sąsiedztwa obu klasztorów: sulejowskiego i witowskiego są widoczne do dziś – położone wzdłuż drogi z Piotrkowa Trybunalskiego do Sulejowa wsie, na pierwszy rzut oka będące jedną miejscowością, mają po różnych stronach drogi różne nazwy.

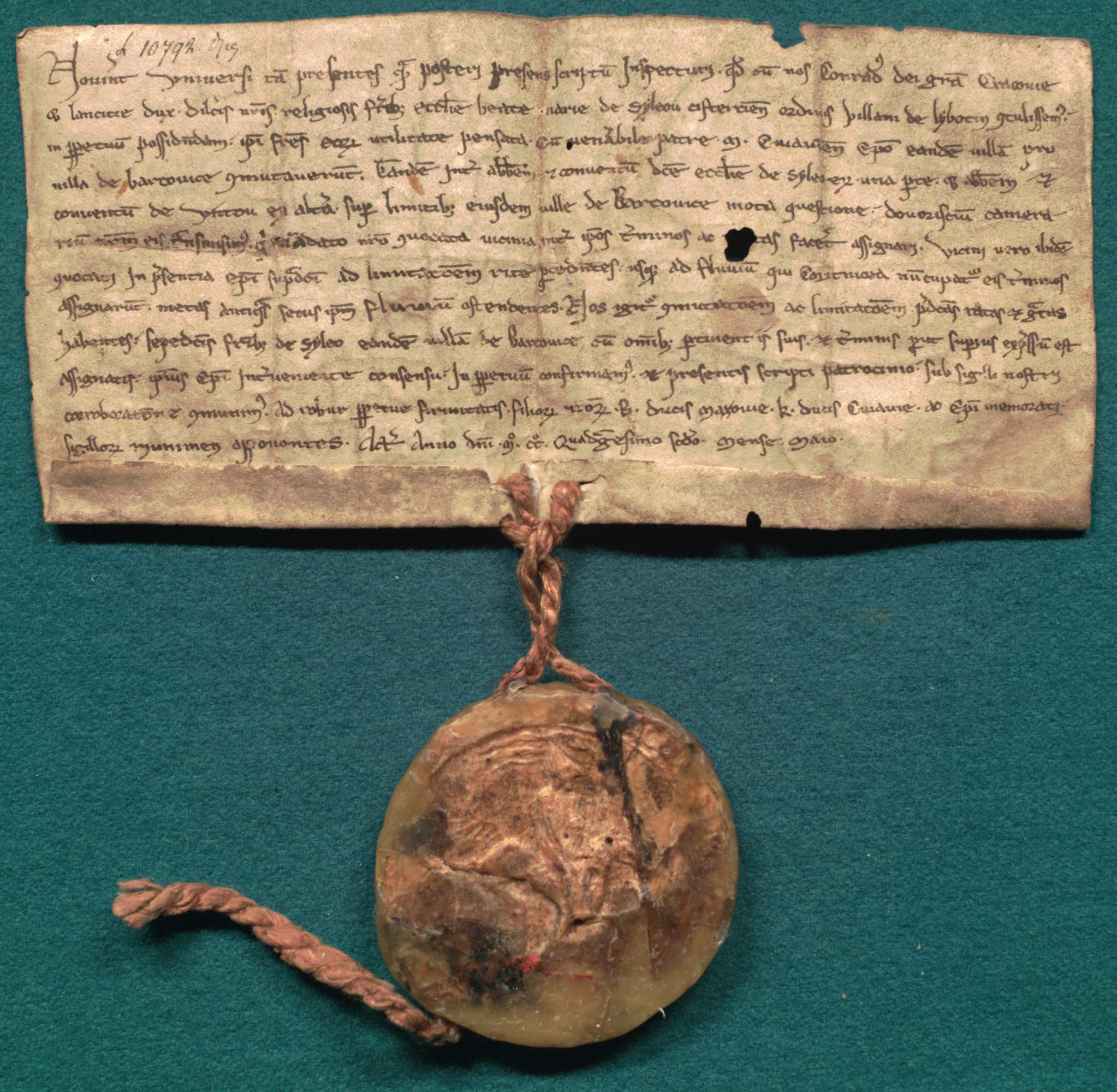
Dokument Konrada mazowieckiego z 1242 roku stwierdzający, że komornik wyznaczył granice sporne między klasztorem cystersów w Sulejowie i norbertanów w Witowie dla wsi Barkowice

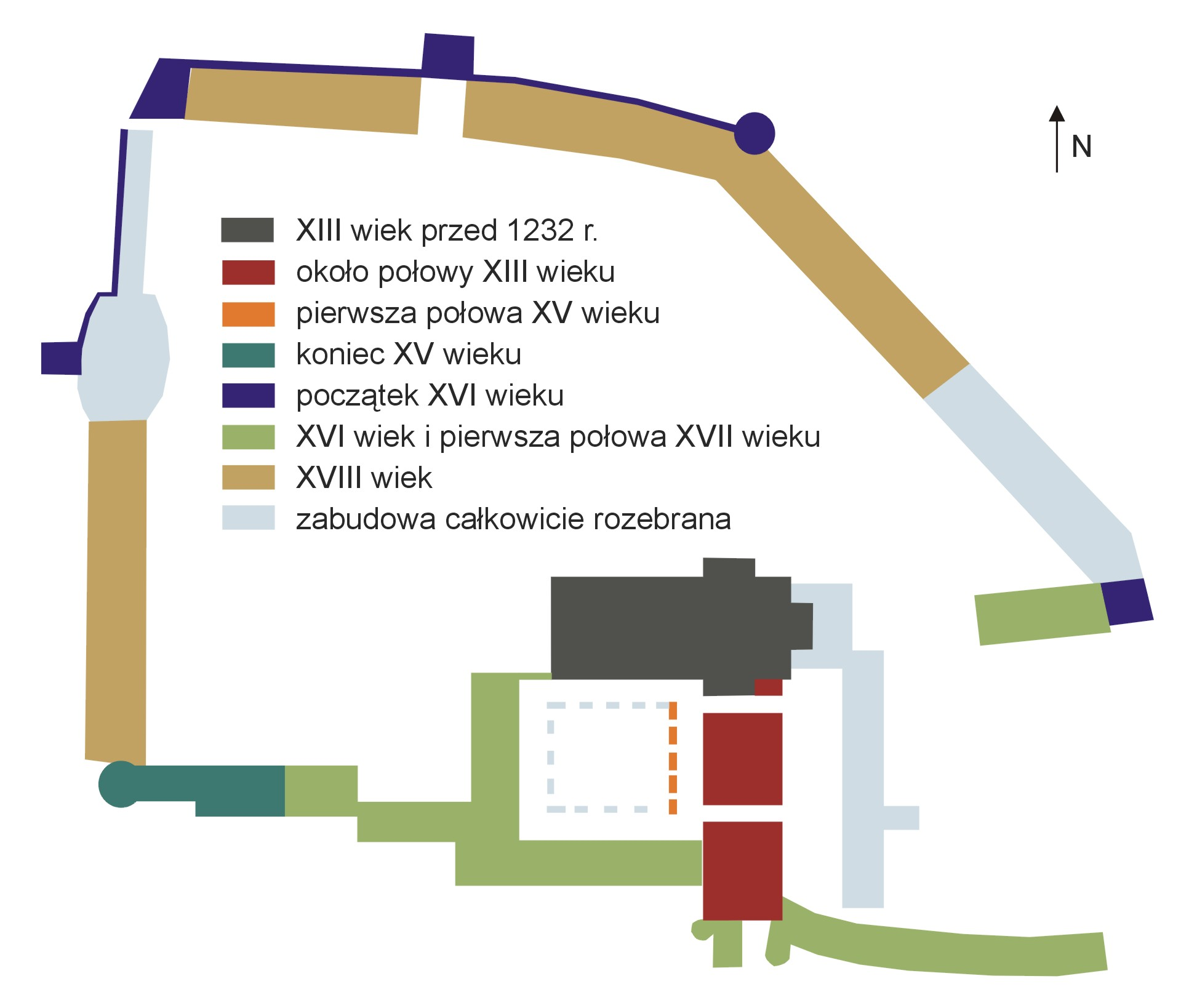
Szkic etapów rozbudowy opactwa (XIII–XVIII w.)

Duże problemy spowodowało też częściowe złupienie dóbr opactwa przez Mongołów w 1259 roku. Także rozproszenie majątku powodowało trudności w sprawnym nim zarządzaniu. W dodatku cystersi sulejowscy zwlekali z obsadzeniem nowym konwentem klasztoru w Szpetalu, do czego byli zobowiązani, zaś przeznaczonymi na to dobrami rządzili jak swoimi. Postępowanie takie określono w roku 1285 mianem „zgorszenia”, a sprawą zajęli się: kapituła generalna zakonu, opat Morimondu oraz arcybiskup gnieźnieński Jakub Świnka. Decyzją kapituły z 1285 roku cystersów sulejowskich przeniesiono do Byszewa, a do opactwa przybyli zakonnicy z Wąchocka. Dobra klasztorne podzielono, klasztor w Sulejowie utrzymał posiadłości w Małopolsce oraz w ziemiach łęczyckiej i sieradzkiej.
Klasztor wsparł zbrojnie walkę Władysława Łokietka z Czechami, co spowodowało potwierdzenie w 1308 roku przez Władysława Łokietka, prawnuka fundatora klasztoru, wcześniejszych przywilejów. Wystawił on dokumenty poświadczające dotychczasowe nadania i zwalniające sulejowskich mieszczan od opłat targowych w Piotrkowie i Żarnowie oraz opłat celnych. Dzięki temu bardzo wzrosło ekonomiczne i polityczne znaczenie opactwa. W roku 1318, w dniach 20–23 czerwca odbył się w Sulejowie zjazd możnych i rycerstwa, na którym uchwalono specjalną suplikę z prośbą do papieża o koronację Władysława Łokietka. W drugiej ćw. XIV wieku wokół klasztoru wzniesiono mury obronne (zachowane do dziś od strony rzeki) z basztami mauretańską i opacką. Kazimierz Wielki zwołał tu na 18 maja 1350 roku wiec generalny z udziałem pięciu biskupów i kanclerzy świeckich, skąd wyruszył odnosząc zwycięstwo w bitwie z Litwinami (Bitwa pod Żukowem). Kolejny zjazd w Sulejowie król zwołał na 18 stycznia 1360 roku.
W XV wieku w klasztorze czterokrotnie gościł Władysław Jagiełło, m.in. w 1410 roku. Legenda głosi, że zdążające pod Grunwald rycerstwo ostrzyło miecze na kolumnach portalu kościoła. Król ten nadał klasztorowi serię przywilejów (w 1388, 1405, 1406 i 1431 roku). Gościem sulejowskich cystersów był także Kazimierz Jagiellończyk.
W roku 1431 klasztor mógł zostać uszkodzony przez zagon Tatarów wspomagających Świdrygiełłę podczas jego najazdu. Po 1499 roku opactwo zostało rozbudowane powiększając obszar zamknięty murami budując wieżę krakowską, rycerską i z attyką. Około 1530 roku zakończono budowę południowego skrzydła klasztornego. Wystawiono również piętrowe skrzydło zachodnie.
W wiekach XIV–XVII opactwo było dalej rozbudowywane. Teren, znajdujący się poza czworobokiem zabudowań samego klasztoru, otoczono obwodem warownym (gotyckim i renesansowo-barokowym). W tym czasie klasztor stale zamieszkiwało około 25 zakonników.
Pod koniec XVI wieku zbudowano pałac opacki.
W XVII wieku opactwo, podobnie jak wiele innych majętnych klasztorów, zostało opactwem komendatoryjnym – władali nim mianowani przez króla komendariusze. Taki zarząd na ogół nie wpływał pozytywnie na rozwój (opaci komendatoryjni czerpali osobiste dochody z majątku instytucji, którą zarządzali), choć opactwo sulejowskie wiele zawdzięcza takim komendariuszom jak Otto Schenking czy Stanisław Zaremba.

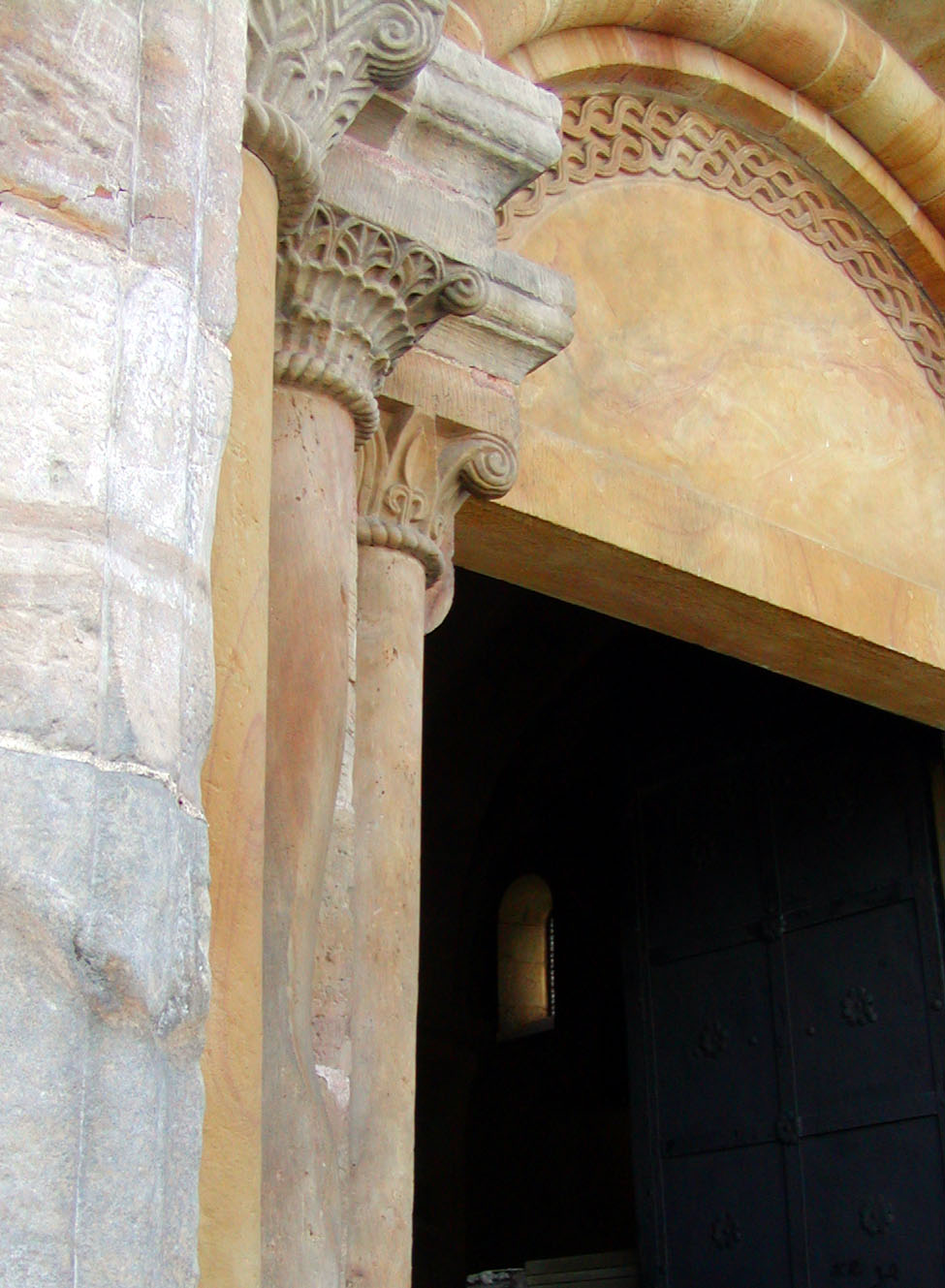
Kolumny portalu. Środkowa jest zeszlifowana – to o nią, według legendy, mieli ostrzyć miecze rycerze zdążający pod Grunwald

W roku 1655 w sulejowskim opactwie w drodze z Warszawy na Śląsk przebywał król Jan Kazimierz. W czasie potopu szwedzkiego, w roku 1656 wojska brandenburskie spaliły przyklasztorną osadę, w tym czasie mającą wielkość małego miasteczka. Choć w XVIII wieku klasztor i jego dobra podniesiono z upadku spowodowanego wojną ze Szwedami, następne zniszczenia spowodował pożar z roku 1731.
Pod koniec XVII wieku cystersi wznowili spory o graniczne posiadłości z witowskim klasztorem norbertanów. Ostatecznie do polubownej ugody doszło w 1742 roku.
Mocą zawartego ze Stolicą Apostolską konkordatu wschowskiego w 1737 roku królowie Polski mieli prawo mianować tutaj opatów komendatoryjnych.
Wiek XVIII przyniósł sulejowskiemu klasztorowi coraz to większe problemy, począwszy od szkód w czasie konfederacji barskiej i wielkiego pożaru w 1790 roku. Generalnie w czasach stanisławowskich zaczął się upadek zakonów, które sam król ostentacyjnie lekceważył. Wtedy to zaczęły zanikać fundacje, a za nimi podupadać klasztory. W roku 1793 klasztor i miasto Sulejów zostały zajęte przez Prusaków. Po III rozbiorze w roku 1795 klasztor znalazł się w zaborze austriackim, zaś leżący wówczas na przeciwległym brzegu Pilicy Sulejów w zaborze pruskim. W roku 1815, na mocy postanowień kongresu wiedeńskiego, klasztor i miasto znalazły się w granicach Królestwa Polskiego.

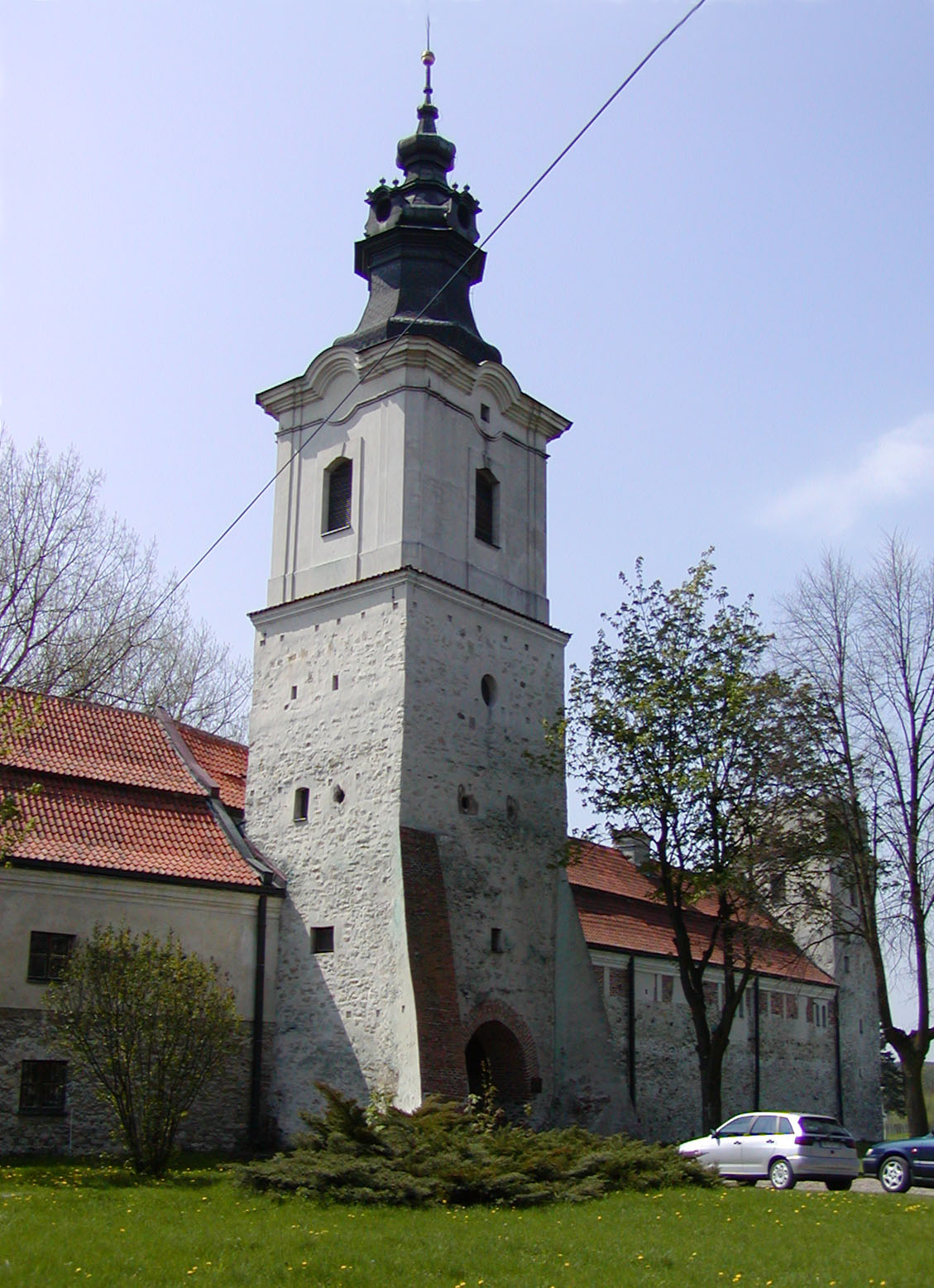
Baszta Krakowska w obwarowaniach opactwa

W 1819 roku dnia 6 czerwca nastąpiła supresja klasztorów w Polsce na mocy bulli Piusa VII z dnia 30 czerwca 1818 roku i tym samym opactwo przestało istnieć. Majątek przejął rząd Królestwa Kongresowego. W skład majątku klasztornego, prócz samego opactwa, wchodziło także 5 folwarków, roczny dochód (po opodatkowaniu) wynosił 28406 zł. Kościół oddano diecezji z przeznaczeniem na parafię, obwarowania i budynki gospodarcze znalazły się w rękach prywatnych. Książki z liczącej 2312 woluminów biblioteki trafiły m.in. do seminariów duchownych w Kielcach i Sandomierzu.
W roku 1847 kolejny pożar uszkodził kościół i klasztor. Rozebrano wtedy pałac opacki i część klasztoru. Resztę budynków odbudowano w latach 1852–1861. W roku 1860 w zabudowaniach klasztornych umieszczono ochronkę dla dzieci i szkołę elementarną, kierowaną przez franciszkankę Klarę Ziomkowską.
Klasztor został uszkodzony podczas I wojny światowej, a kościół podczas kolejnego pożaru w 1923 roku. Prace konserwatorskie przeprowadzono w latach 1923–1925. Były też plany umieszczenia w budynkach opactwa szkoły gospodarstwa wiejskiego, jednak nie zostały one zrealizowane.
W czasie II wojny światowej także nie obyło się bez zniszczeń, stąd kolejne prace konserwatorskie przeprowadzono w latach 1946–1950. Przez cały ten czas kościół z przylegającym doń klasztorem należał do duchowieństwa diecezjalnego. W roku 1950, staraniem lokalnego społeczeństwa i miejscowego nauczyciela Zacheusza Misiurskiego, urządzono w kapitularzu niewielkie muzeum. Natomiast we frontowych zabudowaniach gospodarczych w latach 70. XX w. mieściło się schronisko turystyczne. W roku 1981, po ich remoncie i częściowej odbudowie, urządzono tam ośrodek szkoleniowo-wypoczynkowy (z wewnętrznym basenem) łódzkiego środowiska inżynierów budownictwa skupionego w Naczelnej Organizacji Technicznej (NOT). Obecnie mają tam siedzibę hotel Best Western Podklasztorze oraz restauracja Miód i Wino.
Kościół i obiekty klasztorne zostały zwrócone cystersom w 1986 roku. W dawnym opactwie znajduje się przeorat zwykły obsadzony przez zakonników z Wąchocka. Kościół, którego murom dodatkowo zagroziło powstanie Zalewu Sulejowskiego, od 1990 roku był intensywnie restaurowany, w roku 2007 renowacja została praktycznie ukończona.

## Zabytki

### Kościół

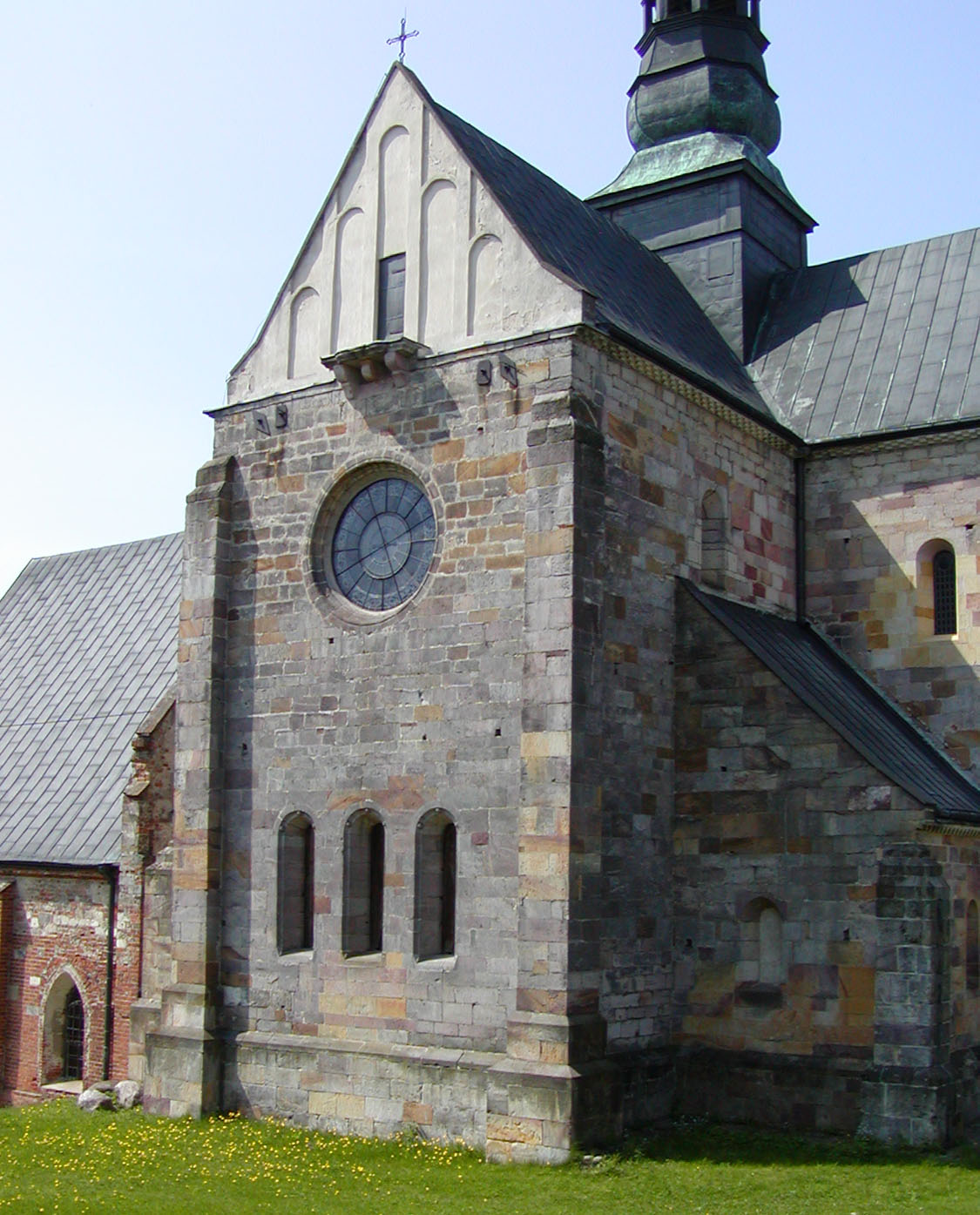
Kościół od strony prezbiterium

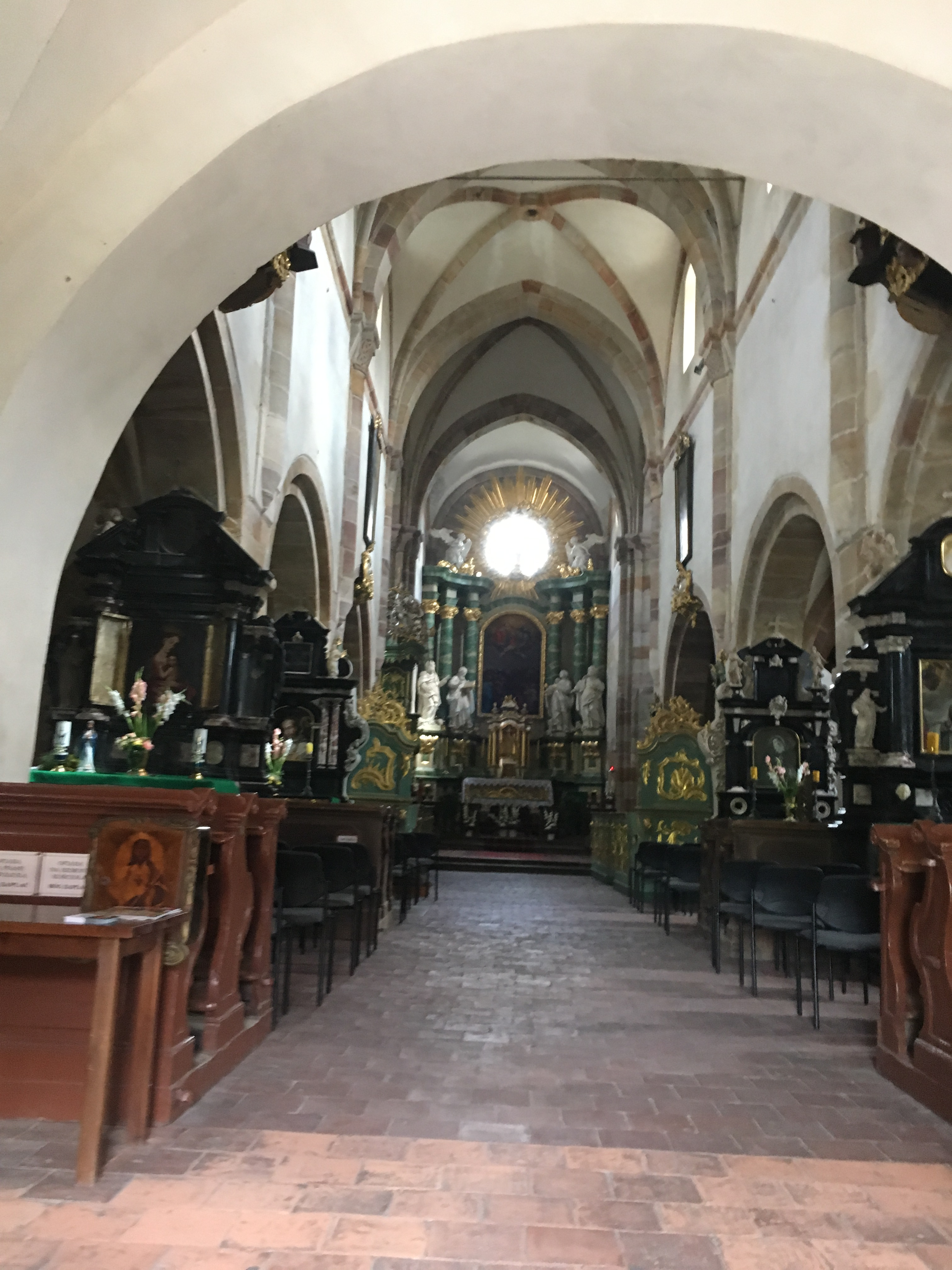
Wnętrze kościoła

Najstarszym budynkiem opactwa jest orientowany (tzn. z prezbiterium skierowanym ku wschodowi) kościół – trzynawowa bazylika z transeptem. W narożach między ramionami transeptu a prostokątnym prezbiterium znajdują się kaplice. Kościół zbudowany jest z piaskowca szydłowieckiego, kamienne są też wewnętrzne elementy konstrukcyjne i dekoracyjne, natomiast sklepienia i ściany wewnętrzne są ceglane.

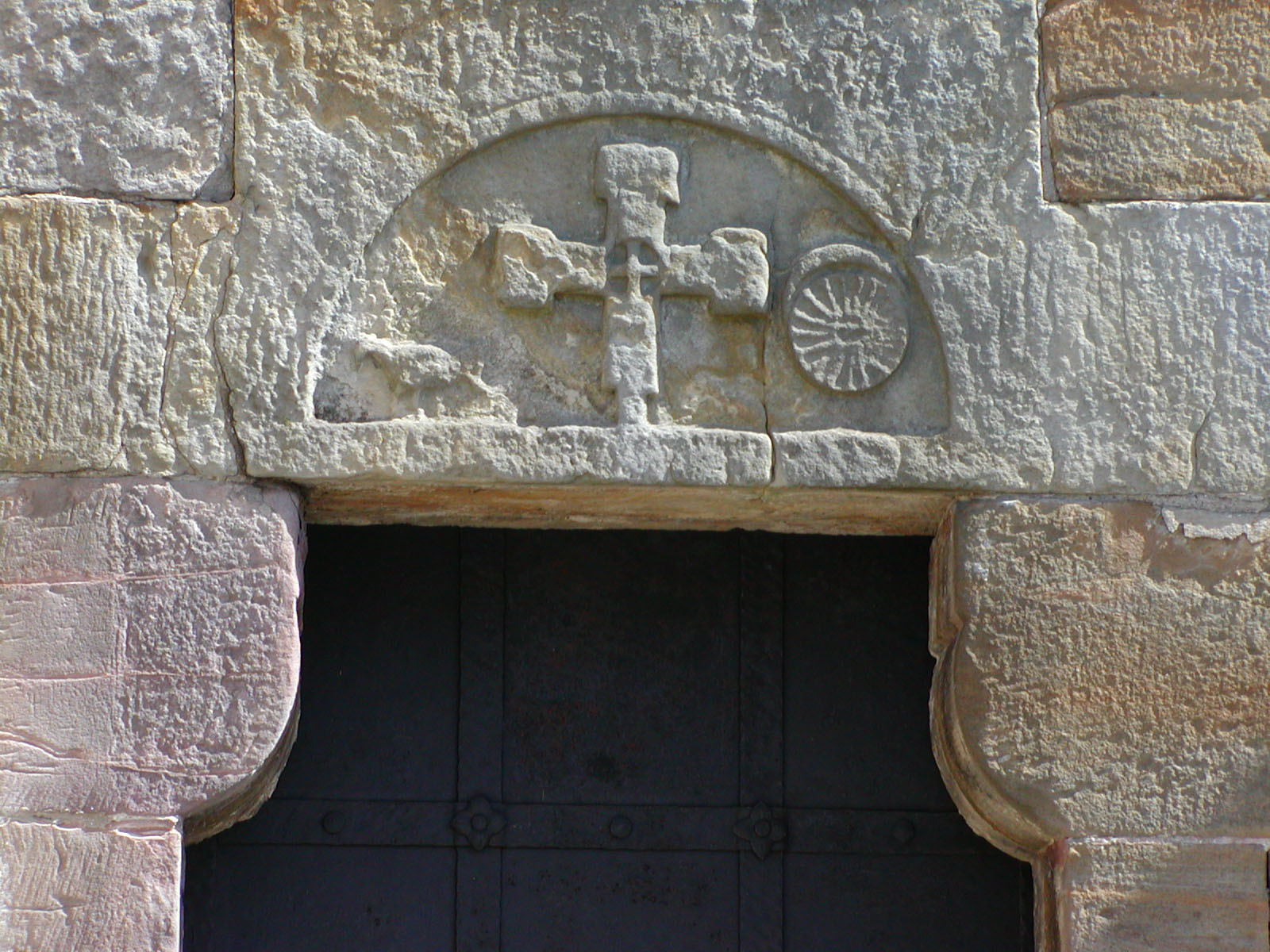
Tympanon z symbolicznym przedstawieniem śmierci Chrystusa

W części środkowej fasady zachodniej znajduje się romański portal z trzema kolumnami z każdej strony. Kolumny mają głowice i bazy z dekoracją akantu, palmety i lilii, górną część tympanonu zdobi pas z motywem plecionki. Do naw bocznych prowadzą dwa wejścia – nad północnym znajduje się tympanon z płaskorzeźbą o archaicznej symbolice, będący być może pozostałością poprzedniej świątyni. Schematycznie wykonany, płaski relief: krzyż mający po bokach ptaka (kruka?) i słońce z księżycem symbolizuje śmierć Chrystusa.
Drugi portal, późnoromański z roku około 1230, jest znacznie skromniejszy. Stanowił wejście od strony południowej – obecnie widoczny jest od strony krużganka.

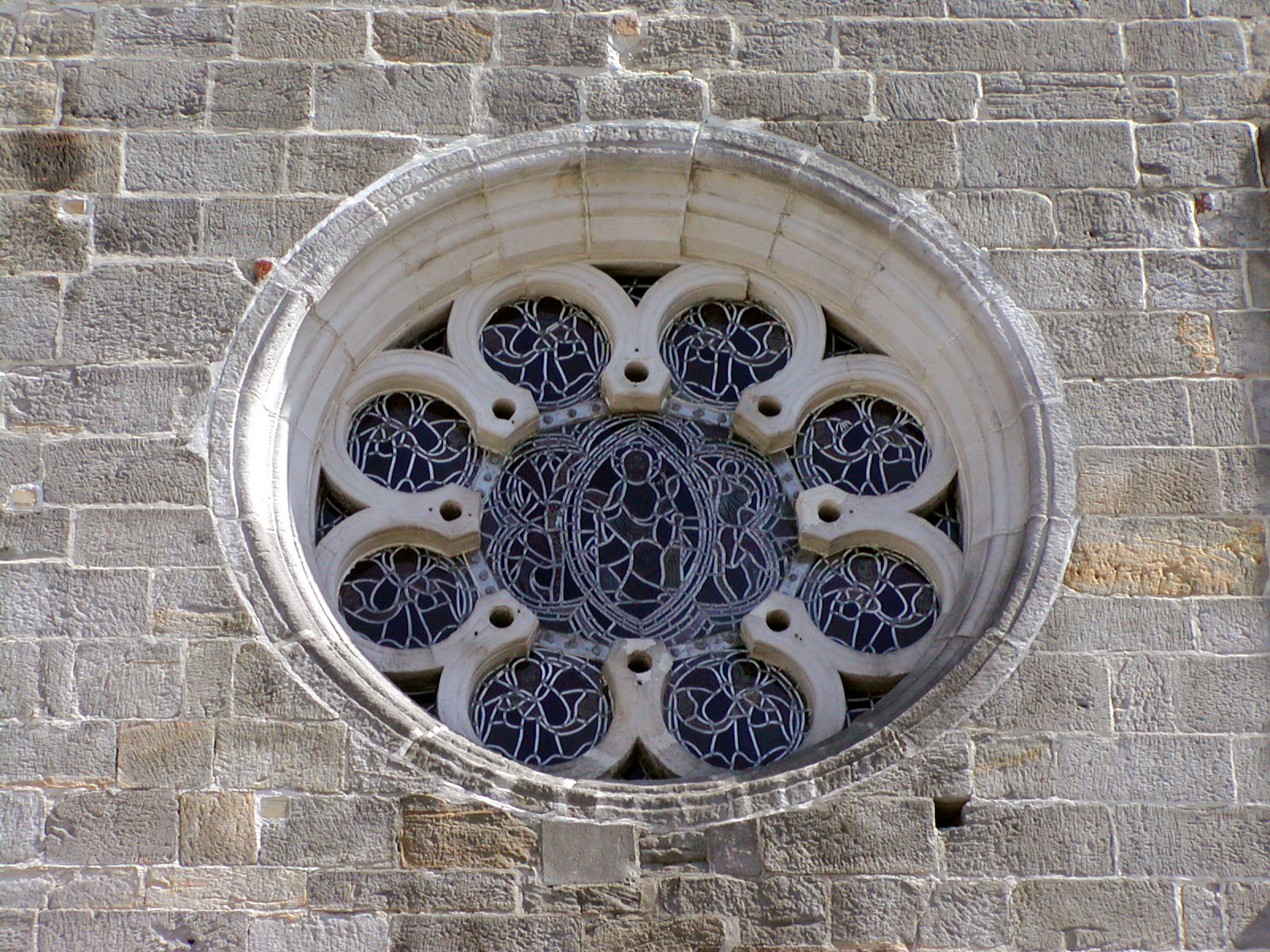
Rozeta nad portalem

Nad głównym portalem znajduje się okno z ośmiodzielną rozetą. Wszystkie okna zachowały się w stanie pierwotnym bądź zostały zrekonstruowane podczas XX-wiecznych renowacji.
Architektura wnętrza kościoła jest połączeniem stylów romańskiego i gotyckiego. System architektoniczny jest już gotycki, romańskie pozostały detale. Cechy gotyckie wykazują zwłaszcza ceglane krzyżowo-żebrowe sklepienia (poza znacznie późniejszym, prawdopodobnie XIX-wiecznym sklepieniem prezbiterium), wspierające się na półkolumnach i filarach. Głowice półkolumn mają płaskorzeźbioną romańską dekorację z motywami plecionki, liści lub gałązek, zdobione są także zworniki sklepień.
W kościele znajduje się pięć barokowych ołtarzy, pozostałe oraz ambona i dwukondygnacyjne stalle pochodzą z epoki rokoka. Przy filarach międzynawowych ustawione są cztery niewielkie wczesnobarokowe ołtarze z czarnego marmuru z detalami dekoracyjnymi z alabastru (niektóre figury są częściowo zniszczone), ufundowane przez opata Stanisława Zarembę w latach 40. XVII wieku. W ołtarzu z lewej strony umieszczony jest obraz Matki Boskiej Pocieszenia z tego samego okresu – zamykany żelaznymi drzwiczkami, był dawniej obwieszony wotywnymi klejnotami. Po prawej stronie ołtarz św. Tomasza z Canterbury, patrona kościoła, pozostałym patronują św. Bernard i św. Benedykt. W ołtarzach znajdują się obrazy patronów, przedstawienie św. Bernarda jest współczesne okresowi powstania ołtarza.
Rokokowy ołtarz główny z 1788 roku jest dziełem Jana Millmana. Znajduje się w nim obraz Wniebowzięcia Matki Boskiej z I połowy XVII wieku. Po bokach figury ewangelistów: Marka, Łukasza, Jana i Mateusza; każdy ze swoim atrybutem. Na bocznych ścianach prezbiterium odrestaurowane barokowe freski: u góry późniejsze malarstwo iluzjonistyczne, niżej wcześniejsze postacie apostołów.

W kaplicy południowej znajduje się romańska piscina – półkoliście zamknięta nisza z dwoma zagłębieniami z odpływem na zewnątrz. Urządzenie to służyło kapłanom do mycia rąk i naczyń liturgicznych. W rokokowym ołtarzu z 1788 roku w południowym ramieniu transeptu umieszczony jest krucyfiks gotycki z I połowy XV wieku. Kaplica północna, bł. Wincentego Kadłubka, mieści ufundowany przez opata Ottona Schenkinga wczesnobarokowy ołtarz. Pod kaplicą krypta grobowa fundatora.

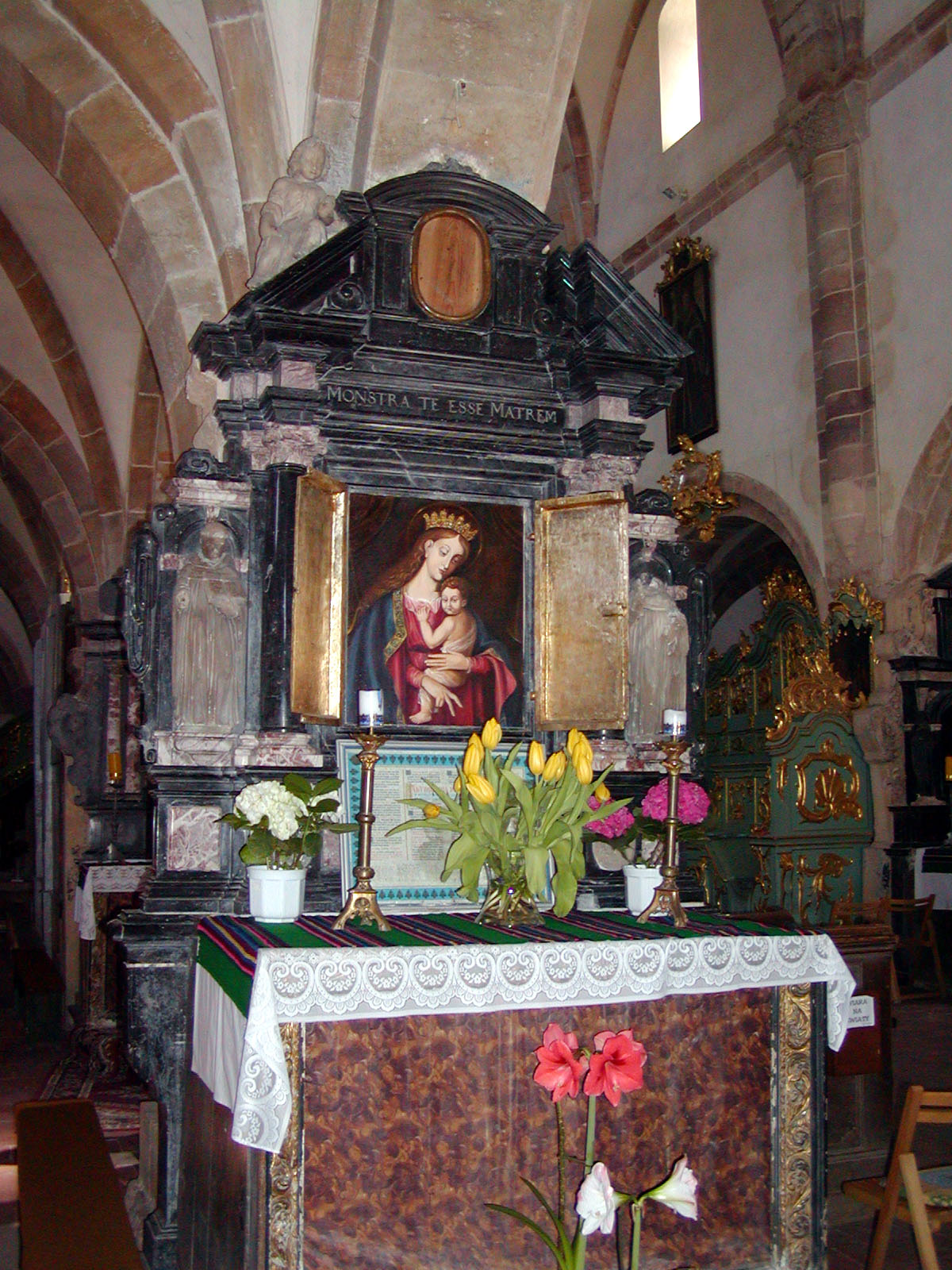
Ołtarz Matki Boskiej Pocieszenia
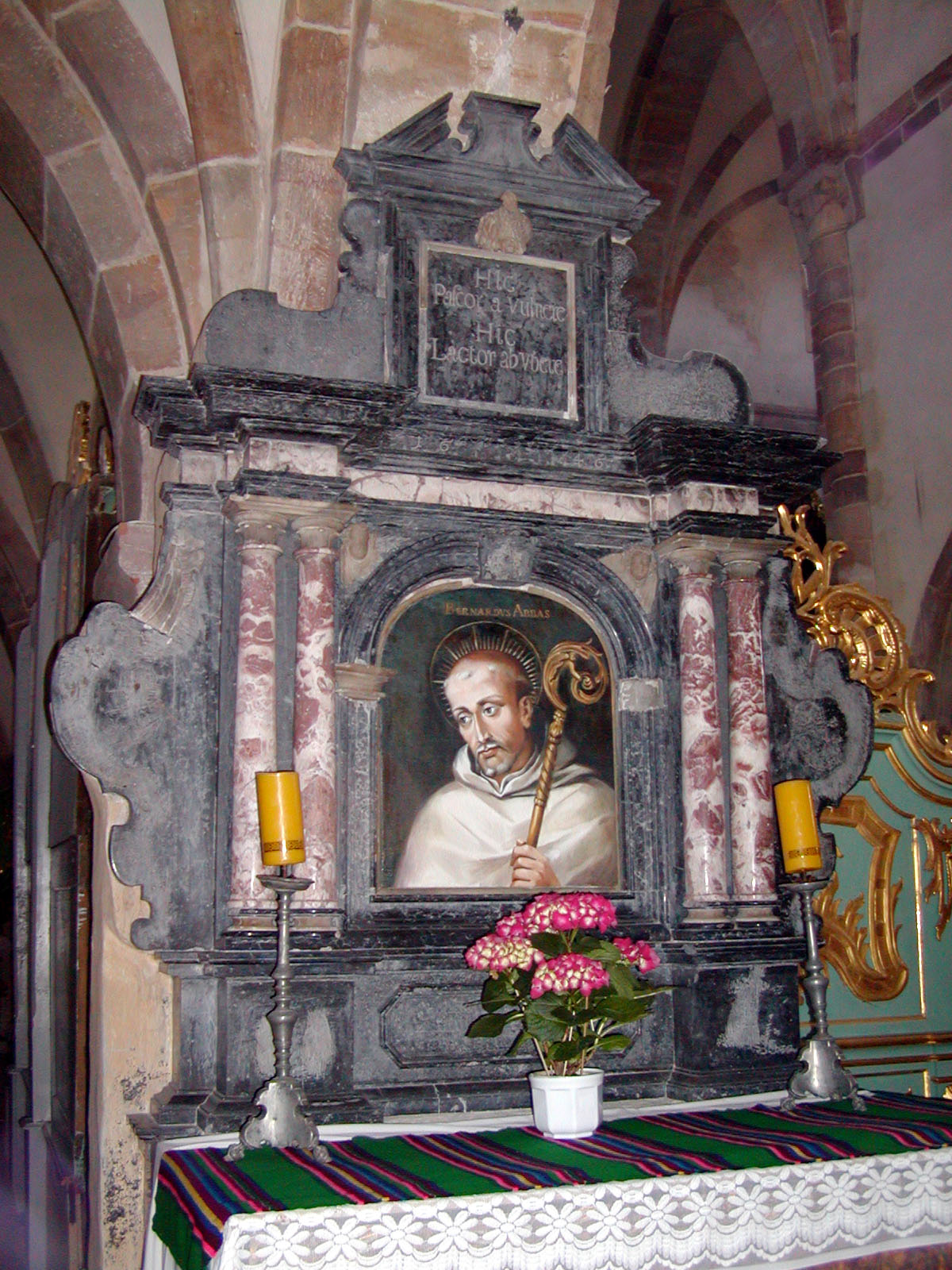
Ołtarz św. Bernarda
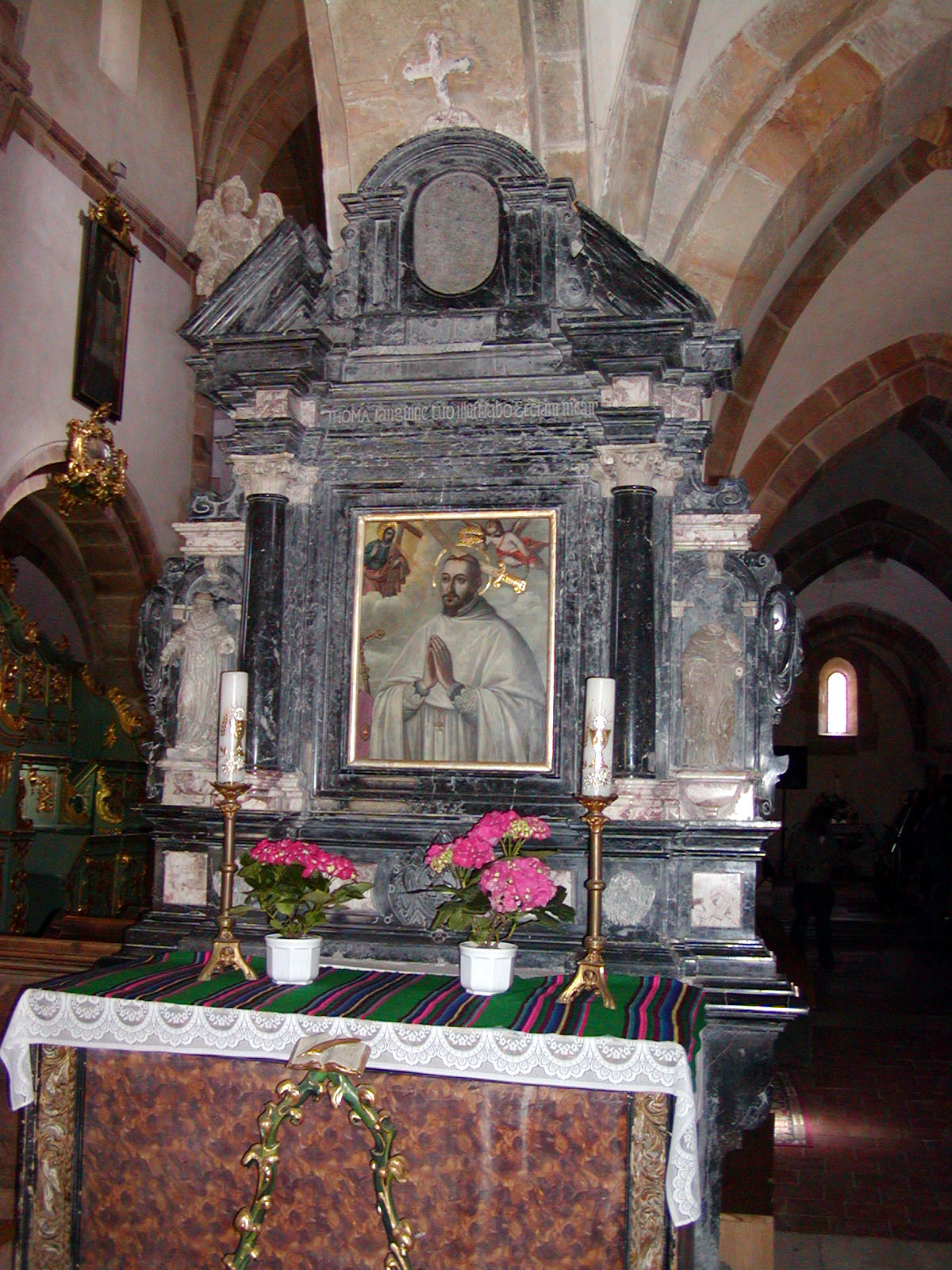
Ołtarz św. Tomasza z Canterbury
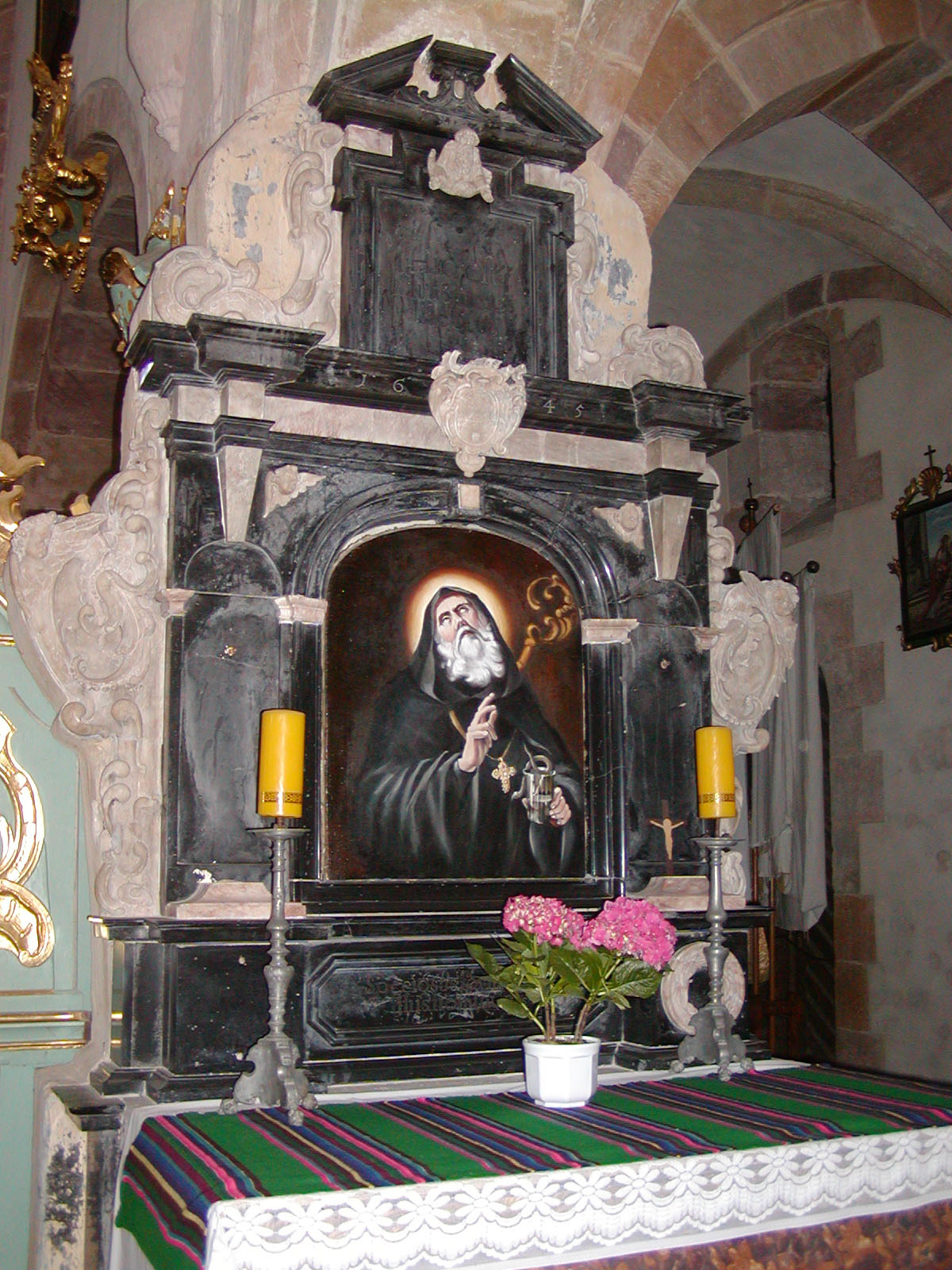
Ołtarz św. Benedykta
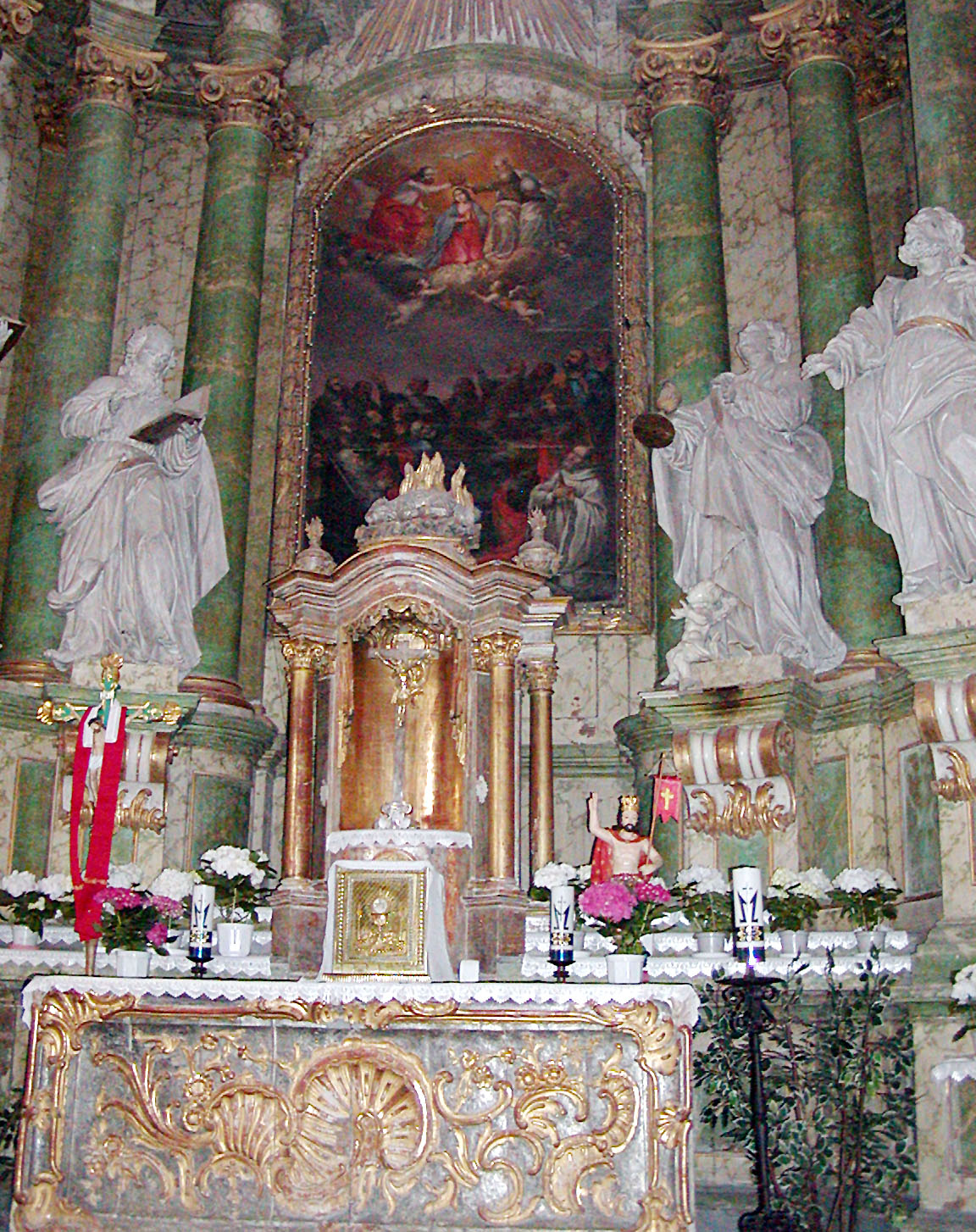
Ołtarz główny
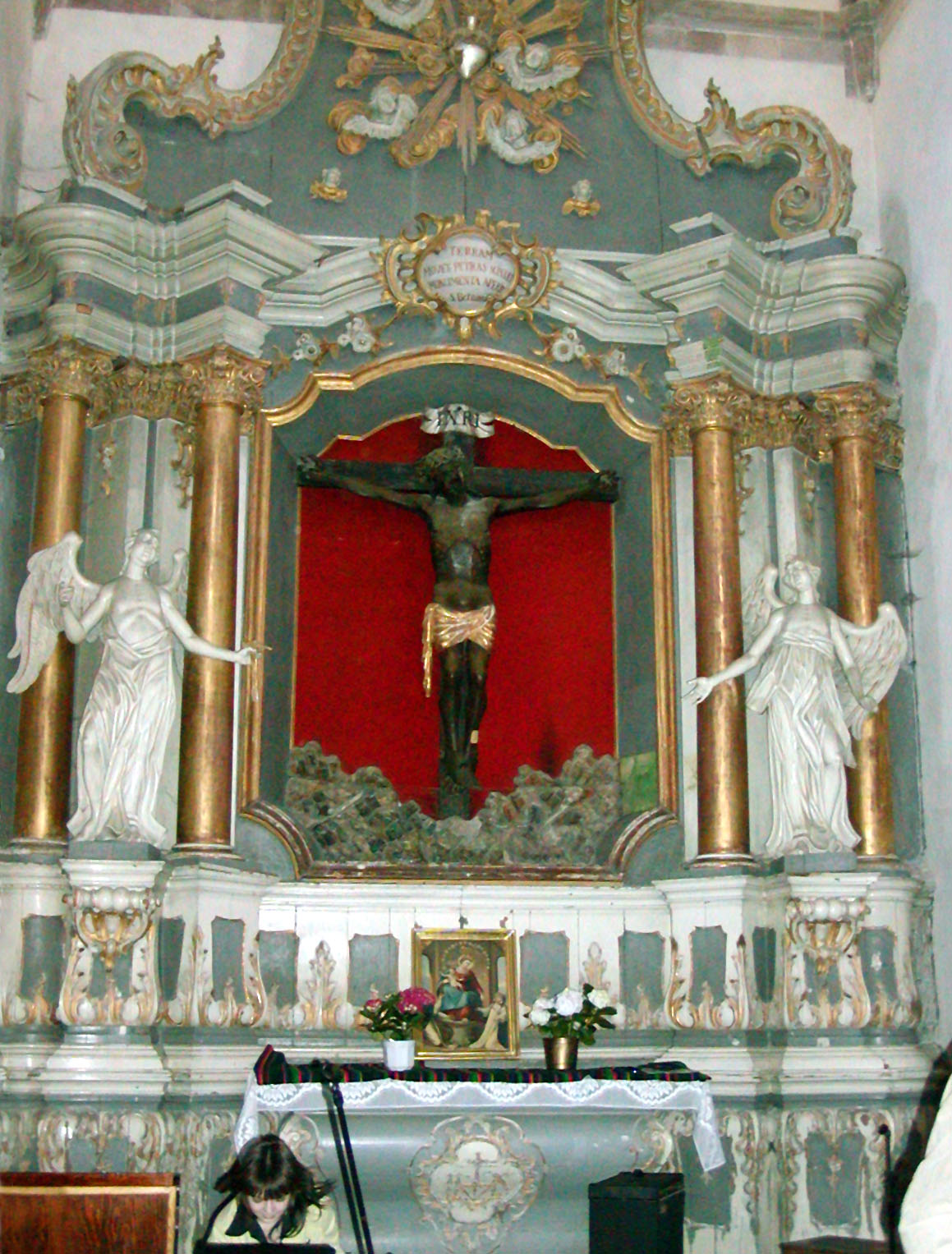
Ołtarz boczny z gotyckim krucyfiksem
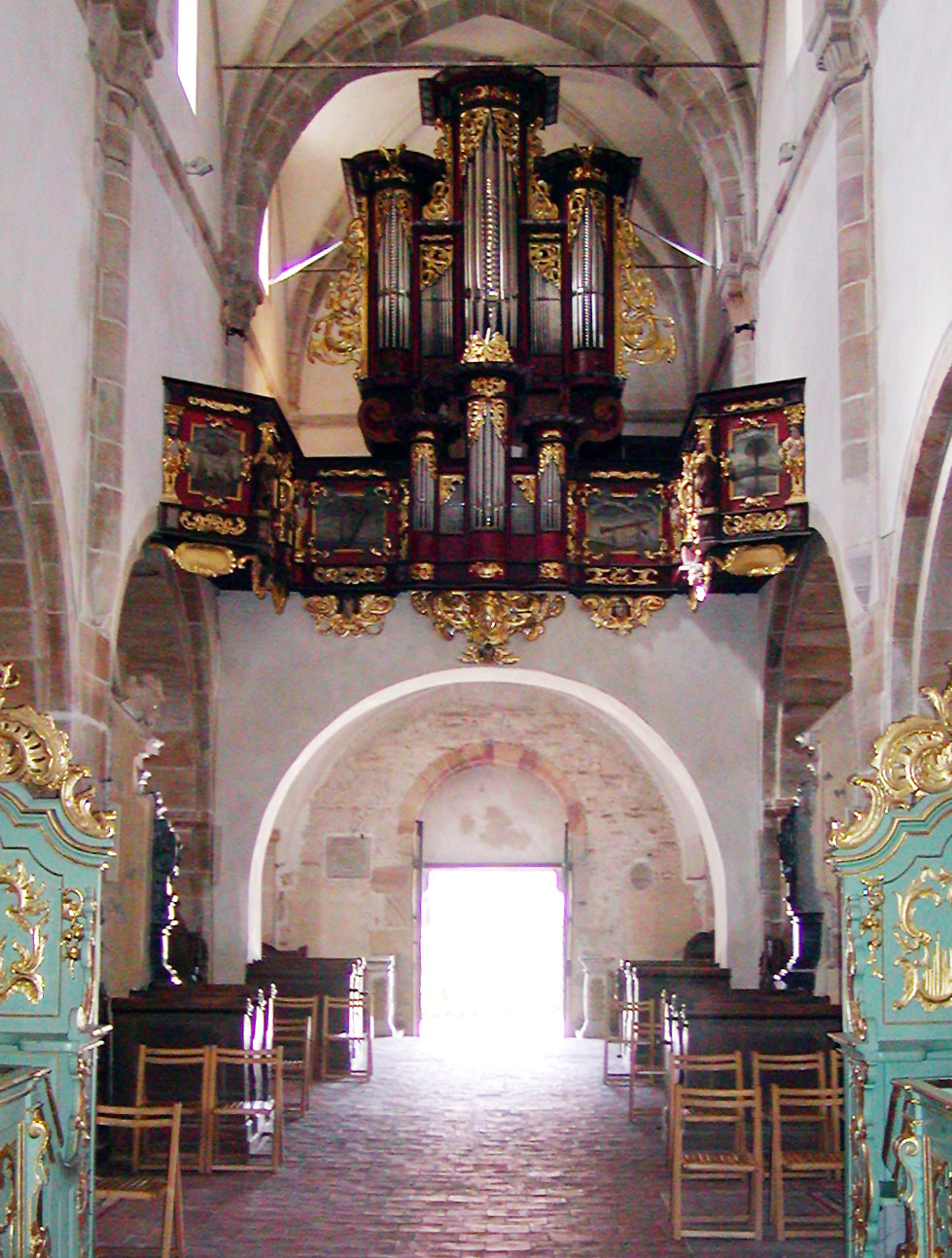
Organy
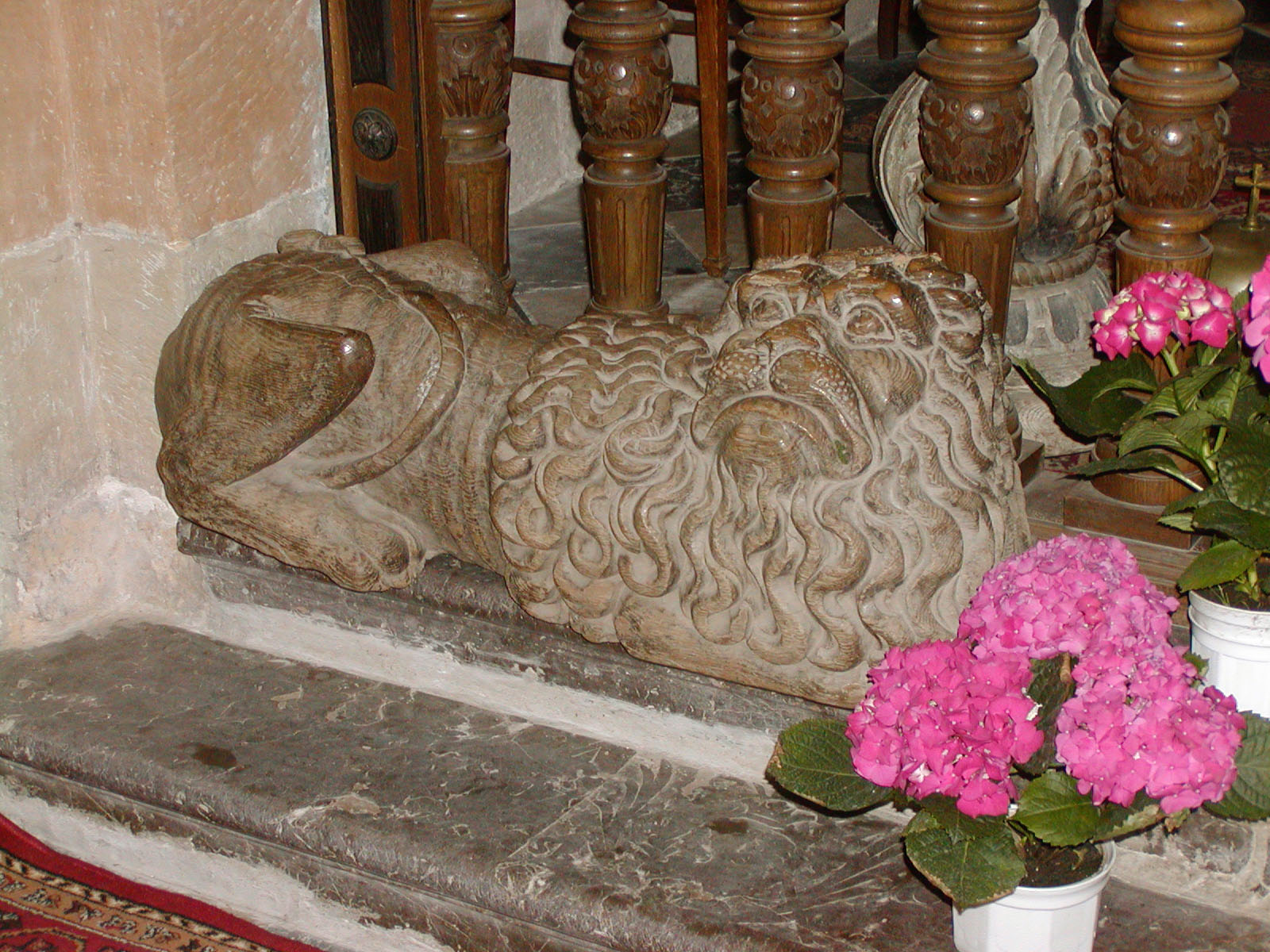
Jeden z drewnianych lwów

Dwukondygnacyjne, zdobione rocaillami stalle pochodzą z II połowy XVIII wieku. W końcu dolnego rzędu stalli siedzisko dla przeora, z wysokim zapleckiem i osobnym wejściem. Podobna w stylu jest ambona, zwieńczona rzeźbą klęczącego św. Tomasza z Canterbury w otoczeniu aniołów. Obok ołtarzy i stalli znajdują się XVII-wieczne drewniane rzeźby przedstawiające lwy.
Bogato dekorowane organy, powstałe w XVII wieku i później parokrotnie przebudowywane, są podobne do organów kościoła cystersów w Wąchocku i być może są dziełem tego samego organmistrza i snycerzy. Instrument ma 22 głosy, 2 klawiatury ręczne (manuały) i 1 nożną (pedał) oraz cymbelstern, czyli wirującą gwiazdę z dzwonkami. Balustrada chóru, prócz dekoracji snycerskiej, jest ozdobiona emblematycznymi malowidłami.

### Klasztor

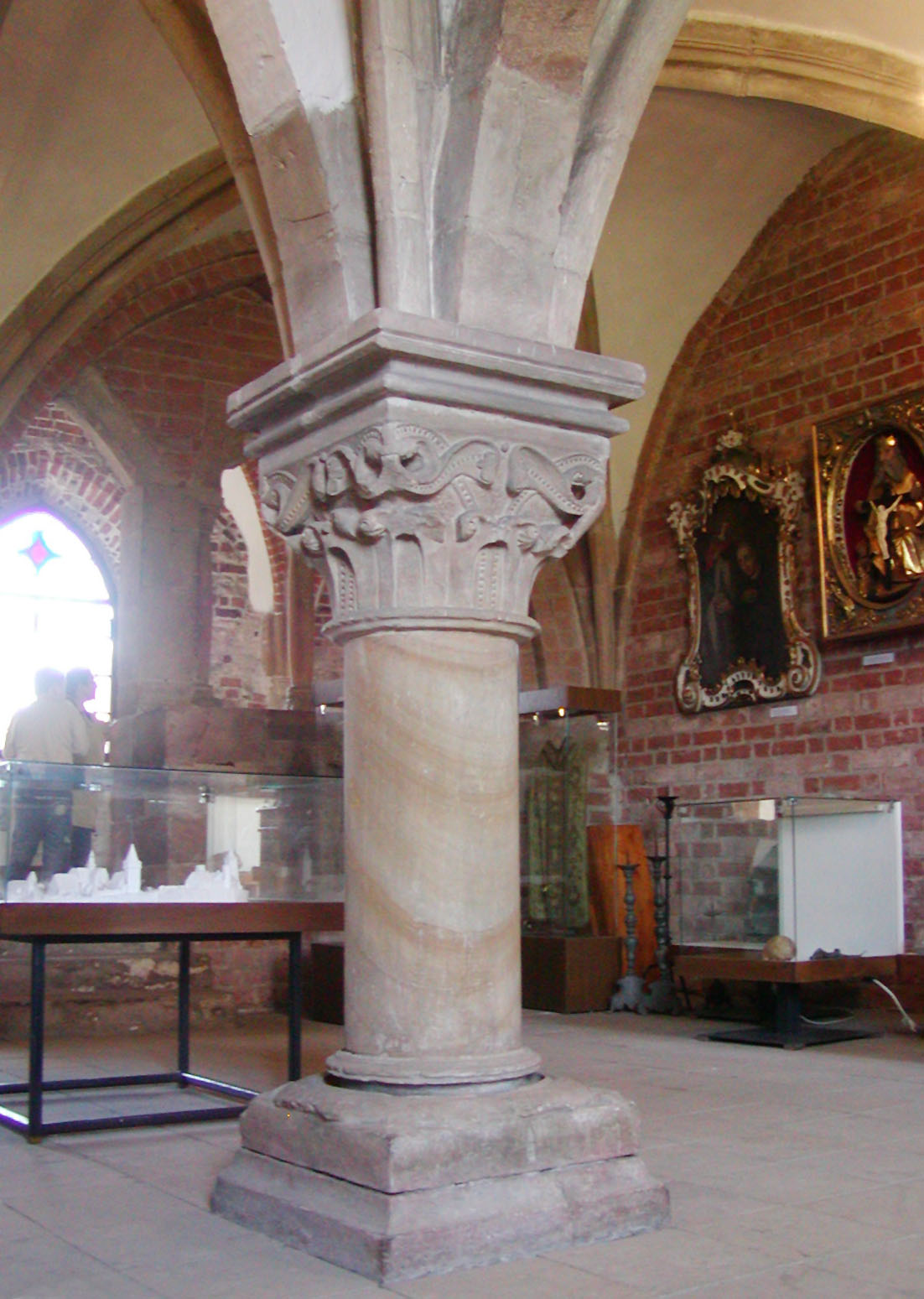
Sklepienie kapitularza wspiera się na jednej kolumnie

Jedyną dobrze zachowaną częścią klasztoru jest część skrzydła wschodniego z późnoromańskim kapitularzem z XIII wieku i gotyckim krużgankiem z XV wieku. Krzyżowo-żebrowe sklepienie kapitularza wspiera się na jednej kamiennej kolumnie. Podobnie jak w kościele, sama konstrukcja zbudowanego z cegły pomieszczenia ma już cechy stylu gotyckiego, natomiast wszelkie elementy konstrukcji i dekoracje są romańskie. Nietypowy ornament – cztery zwrócone ku sobie głowy mnichów – ma zwornik na prawo od wejścia. W ścianie wejściowej kapitularza znajdują się dwa przeźrocza z parami trójkolistych archiwolt wspartych na kolumienkach (te elementy zostały wymienione w XIX wieku).
Zworniki i wsporniki sklepienia krużganka mają ornamenty heraldyczne, dobrze zachowany jest Orzeł w zworniku najbliżej przejścia do kościoła, następne są Pogoń litewska i krzyż jagielloński: herby Jagiellonów.

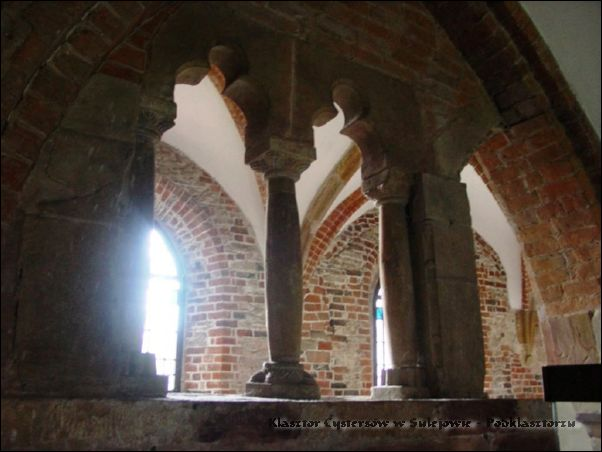
Kapitularz – widok na krużganek

W krużganku i kapitularzu jest urządzone niewielkie muzeum z wystawą o historii opactwa. Pokazane są niektóre zachowane sprzęty i szaty liturgiczne, obrazy (m.in. przedstawiający przybycie do klasztoru opata Schenkinga), gotycki ołtarzyk i znaleziska z badań archeologicznych. Najcenniejszym eksponatem jest niewielki ołtarz Trójcy Świętej w typie Tronu Łaski z pochodzącymi z I połowy XVI wieku gotyckimi postaciami Boga Ojca i klęczącego biskupa. Brakujący krucyfiks w XIX wieku zastąpiono współczesnym hebanowym.
Dalej w skrzydle wschodnim była niegdyś rozmównica, a następnie audytorium, podobne kształtem i budową do kapitularza – w ziemi widoczne są jeszcze pozostałości podpierającej sklepienie kolumny.
Ze skrzydła południowego, zbudowanego w XVI wieku, zachowały się tylko jedna ściana i podpiwniczenia. Mieściło ono refektarz, mieszkanie opata i cele zakonników. Widoczne są pozostałości zdobionych wsporników sklepienia parteru. W ruinie jest też skrzydło zachodnie, zachowały się jedynie podpiwniczenia.

### Obwarowania i pozostałe budynki

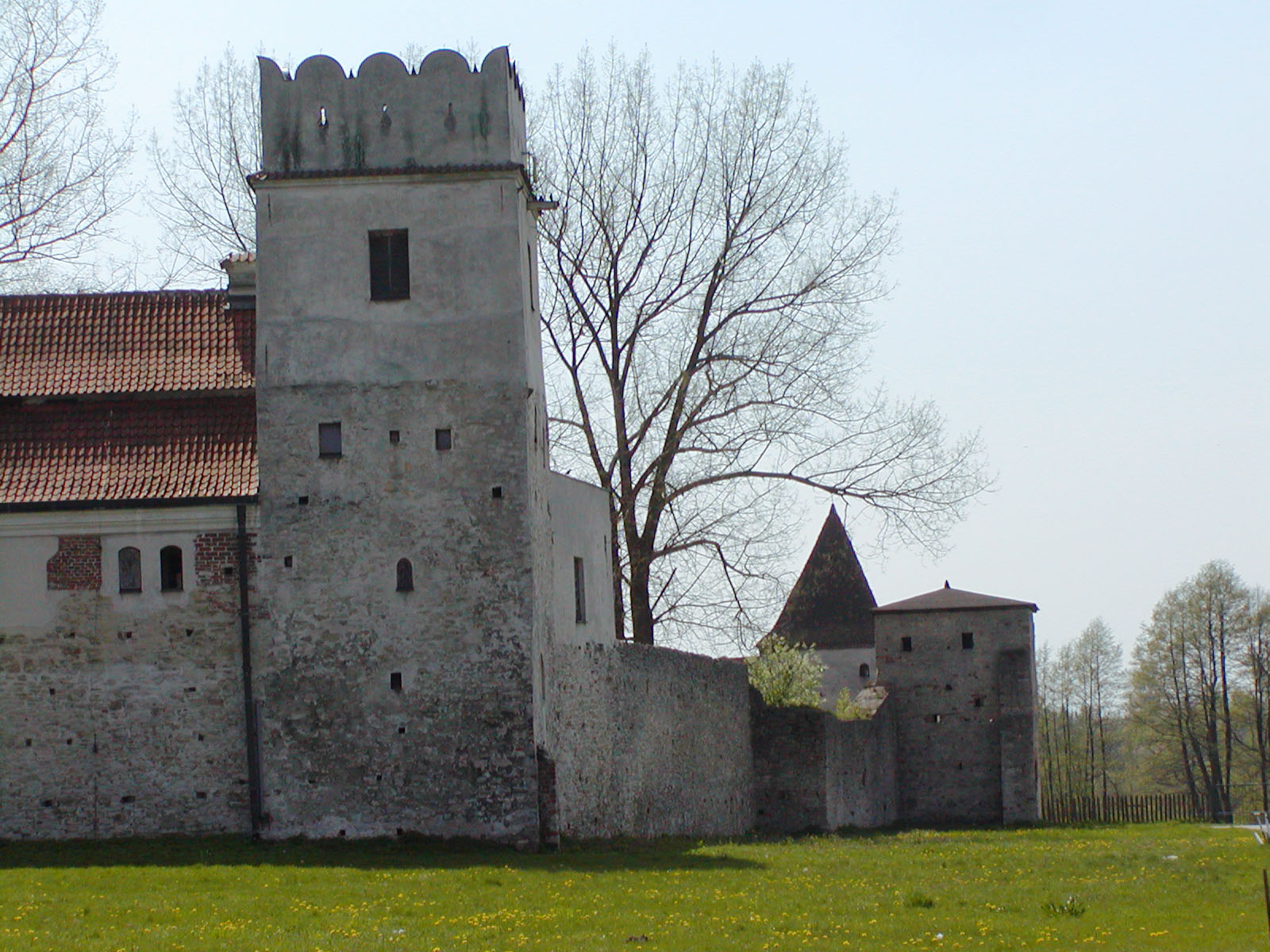
Baszta Attykowa, dalej Baszta Rycerska i Baszta Mauretańska

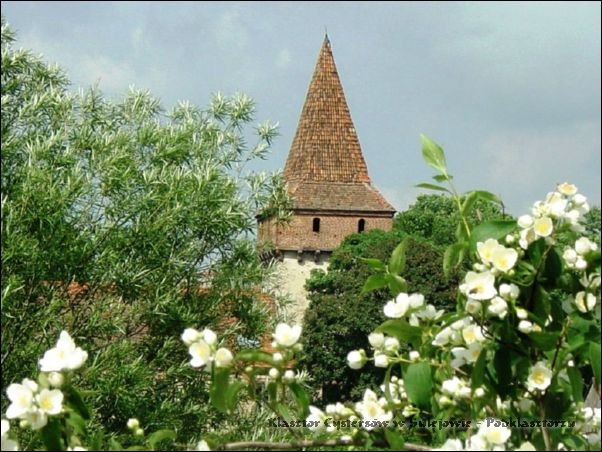
Baszta Opacka

Murowane obwarowania klasztoru powstały pomiędzy końcem XV a XVII wiekiem. Zachowało się 6 baszt i fragmenty murów. Najstarszą z baszt jest znajdująca się w południowo-zachodnim narożniku półkolista Baszta Mauretańska, pochodząca z końca XV wieku. Gotycka z cegły, jest typową basztą średniowieczną. Pomiędzy nią a basztą zachodnią znajdował się niegdyś folusz, którego budynek po kasacie klasztoru aż do lat 60. XX wieku służył za plebanię.
Obwarowanie opactwa posiadało niegdyś dwa wjazdy: jeden przez Bramę Krakowską od północy, drugi od strony zachodniej. Czworoboczna renesansowa zachodnia baszta bramna z XVI wieku, nazwana Basztą Rycerską, jest zbudowana z kamienia łamanego; łuki bramy są zamurowane. Obok baszty był kiedyś młyn.
W narożniku północno-zachodnim baszta renesansowa, zwana Attykową, z ok. połowy XVI wieku. Kamienna na dole, górę ma zbudowaną z cegły i zwieńczoną attyką.
Czworoboczna Baszta Krakowska, pochodząca z początku XVI wieku, została nadbudowana w wieku XVIII. Ma 34 metry wysokości. W przylegających do niej zabudowaniach (obecnie hotel) znajdowały się browar i spichlerze. Na baszcie był niegdyś umieszczony zegar.
Okrągłą północno-zachodnią Basztę Muzyczną zbudowano w XVI wieku z kamienia łamanego. W niższej kondygnacji znajdują się strzelnice; ceglane górne piętro nadbudowano w XVIII wieku.
Wschodnia Baszta Opacka, czworoboczna, późnogotycka z XV/XVI wieku, jest zbudowana dołem z kamienia, górą z cegły. Od strony wschodniej ma otwory strzelnicze. Obok znajduje się dawny arsenał z XVI/XVII wieku, przylegający do baszty i połączony z nią przejściem.
Najmniej obwarowana była strona południowa, naturalnie chroniona poprzez ukształtowanie terenu (brzeg Pilicy).

## Fundacja
W końcu lat 80. XX w., z inicjatywy senatora RP – Tadeusza Zaskórskiego, powstała Fundacja pn. „Obiekt Zabytkowy Opactwo Cystersów w Sulejowie”, której prezesem został i pozostał do śmierci jej inicjator. Celem działalności jest gromadzenie środków pieniężnych na niezbędne remonty obiektu.

## Kultura
W opactwie były kręcone niektóre sceny filmu Prywatne śledztwo w reżyserii Wojciecha Wójcika.